# Gerbillus mauritaniae
Gerbillus mauritaniae поширена переважно на півночі Мавританії. Деякі автори виділяють його в окремий рід Monodia. Його також іноді вважають підвидом суданської піщанки (Gerbillus nancillus).